# Do You Want to Build a Snowman?
《Do You Want to Build a Snowman?》(나랑 눈사람 만들래?)는 디즈니의 장편 애니메이션 영화 겨울왕국의 노래이며, 음악 및 가사 작곡은 크리스틴 앤더슨로페즈와 로버트 로페즈가 맡았다. 2016년 11월 25일 기준으로 디지털 트랙 총 판매량은 닐슨 사운드스캔에 따르면 1,600,000건의 다운로드를 기록했으며 이는 현시대 미국에서 가장 많이 팔린 크리스마스/휴일 싱글 부문에서 사운드스캔 역사상 머라이어 캐리의 1994년 히트 싱글 All I Want for Christmas Is You에 이어 2위를 차지하였다.

## 시놉시스
엘사가 자신의 얼음의 힘으로 안나를 실수로 해를 끼친 이후 그녀는 방 안에 자신을 가두어둔다. 이 노래는 안나가 아기일 때, 10대 때, 성인일 때 엘사와 함께 시간을 보낸 시간 속에서 엘사를 설득하려고 애쓰고 실패하는 3가지 순간을 포착한다. 이 영화 속에서 이 순간의 마지막은 엘사와 안나의 부모가 폭풍우로 인해 바다에서 사망한 이후 발생한다.

## 차트 및 인증
| 차트 (2013–14)                       | 최고 순위 |
| ------------------------------------ | --------- |
| 오스트레일리아 (ARIA)                | 45        |
| 캐나다 (캐나디안 핫 100)             | 61        |
| 아일랜드 (IRMA)                      |           |
| 스코틀랜드 (오피셜 차트 컴퍼니)      | 30        |
| 대한민국 (Gaon International Chart)  | 3         |
| 대한민국 (가온 차트)                 | 5         |
| 영국 싱글 (오피셜 차트 컴퍼니)       | 26        |
| 미국 빌보드 핫 100                   | 51        |
| US Heatseekers Songs (Billboard)     | 1         |
| US Kid Digital Songs (Billboard)     | 2         |
| US Holiday 100 (Billboard)           | 2         |
| US Holiday Digital Songs (Billboard) | 1         |

| 국가                                                                                         | 인증     | 판매량/출하량 |
| -------------------------------------------------------------------------------------------- | -------- | ------------- |
| 오스트레일리아 (ARIA)                                                                        | 골드     | 35,000^       |
| 멕시코 (AMPROFON)                                                                            | 골드     | 30,000*       |
| 영국 (BPI)                                                                                   | 골드     | 400,000       |
| 미국 (RIAA)                                                                                  | 플래티넘 | 1,400,000     |
| *판매량을 기반으로 한 인증 · ^출하량을 기반으로 한 인증 · 판매량+스트리밍을 기반으로 한 인증 |          |               |

## 같이 보기
- 겨울왕국 (사운드트랙)
- Papa, Can You Hear Me?